# Kudma
El Kudma - (rus) Кудьма - és un riu de l'óblast de Nijni Nóvgorod, a Rússia. És un afluent per la dreta del Volga.
Té una llargària de 144 km i ocupa una conca de 2.200 km². Neix al sud del districte de Bogorodsk i pren direcció nord en els seus primers quilòmetres, després gira a l'est, passant pel districte de Kstovo, abans de desembocar al Volga, prop de Léninskaia Slobodà i Kadnitsi. És un riu de règim sobretot nival.